# Штелерова гавка
Штелерова гавка (лат. Polysticta stelleri) малена је патка ронка која се гнезди дуж арктичких обала од источног Сибира до Аљаске. Име потиче од стгрч. polustiktos и значи "доста пегав" од речи polus, што значи "пуно" и stigme са значењем "тачка, пега, флека". Специјски део имена је добила по немачком истраживачу Георгу Штелеру.

## Опис
Ово је најмања врста гавки са дужином тела око 45 центиметара. Мужјак је препознатљив по белој глави са густим црним прстеном око очију и зеленкасто-црним мрљама на челу и задњем делу главе. Брада, грло и врат су црни на предњој страни тела, а леђа, реп и задњица отпозади. Крила су тамноплавкастолила боје са белим врховима. Када су склопљена, белина на крилима формира пругице на леђима. Огледало крила је металноплаве боје са белим оквиром. Груди и бокови тела су светло браон боје. Ноге, стопала и кљун су плаво-сиве боје.
Женка је униформно тамнобраон боје, мања са класичним патколиким обликом главе и тела него остале врсте гавки.
Оглашавање мужјака је дубоко певушење, мада је доста тиши у односу на припаднике других врста гавки из рода Somateria. Репертоар женке се састоји од гроткаја и звиждука.
| Стандардне мере              | Стандардне мере    |
| ---------------------------- | ------------------ |
| дужина тела                  | 430-460 милиметара |
| тежина                       | 860 грама          |
| распон крила                 | 690 милиметара     |
| дужина крила                 | 210-225 милиметара |
| дужина кљуна од базе до врха | 37-42 милиметара   |
| дужина писка                 | 36-40 милиметара   |

## Екологија
Гнезда обложена травама и перјем гради у тундри близу мора и полаже између 6 и 10 јаја.
Мигрига и јужним деловима Беринговог мора, северну Скандинавију и Балтичко море. Може формирати јата и до 200.000 птица на одговарајућим местима близу обала. Врло је ретка јужно од ареала зимовања.
Храни се раковима и мекушцима које израња, мада су јој дагње омиљена храна.

## Хибридизација
За штелерову гавку се пронађео да хибридизује са обичном гавком (Somateria mollissima) у два наврата у природи. Први мужјак је показивао карактеристике обеју врста и виђен је у Куксхавену, Доња Саксонија, Немачка 17. новембра 1993. Други мужјак је био виђен у луци Вадсо, Варангер, Норвешка, 7. априла 1995.

## Заштита
Штелерова гавка је врста која је обухваћена Споразумом о заштити афричко-азијских миграторних птица мочварица (AEWA). На Аљаској постоји активни план заштите и оснаживања популације.